# Jorge Garbey (schermidore)
Jorge Garbey Ramírez (27 marzo 1953) è un ex schermidore cubano.

## Biografia
Ha partecipato ai Giochi della XX Olimpiade di Monaco nel 1972 ed ai Giochi della XXI Olimpiade di Montréal nel 1976.

## Palmarès
In carriera ha conseguito i seguenti risultati:
- Giochi Panamericani:

Città del Messico 1975: oro nel fioretto a squadre.